# Jakowlew Jak-9
Die Jakowlew Jak-9 (russisch Яковлев Як-9) ist ein Jagdflugzeug aus sowjetischer Produktion. Es wurde während des Zweiten Weltkrieges entwickelt und in hoher Stückzahl bis in die Nachkriegszeit hergestellt. Der NATO-Codename des einmotorigen Tiefdeckers lautete Frank.

## Entwicklung
Der Erstflug erfolgte im Sommer 1942 als Nachfolger der Jakowlew Jak-1 und Produktionsvariante der Jakowlew Jak-7DI mit dem V12-Motor Klimow M-105PF. Die Truppeneinführung erfolgte im Oktober 1942. Von dieser Basisversion wurden in den Werken GAS-153 und GAS-166 459 Maschinen produziert. Als Triebwerk kam entweder das WK-105PF oder das WK-105PF 2 zum Einsatz. Der erste Einsatz erfolgte im Dezember 1942 bei Stalingrad.
Im November 1942 wurde eine Jak-7 zur weiteren Leistungssteigerung modifiziert. Sie erhielt die Bezeichnung Jak-9/M-106. Verbesserungen betrafen die Cockpithaube, das nun vollständig einziehbare Heckrad und die Aerodynamik. Das Triebwerk M-106 erwies sich jedoch als nicht ausgereift.
Während des Zweiten Weltkrieges wurden 14 unterschiedliche Modellvarianten in Großserie produziert. Für Ausbildungszwecke wurde die zweisitzige Jak-9UTI entwickelt, die mit einem verlängerten Rumpf, einer geteilten Kabine und einer Doppelsteuerung ausgestattet war. Neben dem Einsatz zu Schulungszwecken wurde die Jak-9UTI auch für Kurierflüge verwendet. Dazu kam noch eine Anzahl Versuchsausführungen. Während des Krieges wurden 14.514 Exemplare gebaut.
In den Nachkriegsjahren wurden weitere 2.245 Maschinen produziert, davon 801 Serienmaschinen der Nachkriegsausführung Jak-9P, die von Januar 1948 bis Dezember 1948 ausgeliefert wurden. Sie kamen unter anderem in Albanien, China, Ungarn, Jugoslawien, Nordkorea und Polen zum Einsatz.

## Einsatz
Die Jak-9 war das am meisten verwendete Jagdflugzeug der sowjetischen Luftstreitkräfte im Zweiten Weltkrieg. Sie wurde als Begleit-, Abfang- und Langstreckenjäger, Jagdbomber und Schlachtflugzeug zur Panzerbekämpfung eingesetzt. Ihr Einsatz trug dazu bei, die Luftüberlegenheit gegenüber der deutschen Luftwaffe zu erringen. Im Koreakrieg schoss eine Jak-9 der nordkoreanischen Streitkräfte am 12. Juli 1950 über Seoul erstmals eine B-29 ab.

## Nutzer
- Albanien: 12
- Bulgarien
- Volksrepublik China
- Frankreich

Freie Französische Luftwaffe: Normandie-Njemen
- Ungarn
- Mongolei: 34
- Nordkorea
- Polen
- Sowjetunion

Luftstreitkräfte der Sowjetunion
- Jugoslawien

Volksbefreiungsarmee: 16 Jak-9T, 40 Jak-9P, 47 Jak-9D/M und 68 Jak-9U

## Technische Daten

Dreiseitenansicht der Jak-9P

| Kenngröße             | Jak-9U                                                             | Jak-9P                                   | Jak-9PD                                  |
| --------------------- | ------------------------------------------------------------------ | ---------------------------------------- | ---------------------------------------- |
| Spannweite            | 9,77 m                                                             | 9,77 m                                   | 9,74 m                                   |
| Länge                 | 8,55 m                                                             | 8,55 m                                   | 8,55 m                                   |
| Höhe                  | 2,44 m                                                             | 3,19 m                                   | k. A.                                    |
| Flügelfläche          | 17,25 m²                                                           | 17,15 m²                                 | 17,15 m²                                 |
| Leermasse             | 2.575 kg                                                           | 2.716 kg                                 | 2.600 kg                                 |
| Startmasse            | normal 3.098 kg                                                    | 3.393 kg                                 | k. A.                                    |
| Triebwerk             | ein V12-Kolbenmotor Klimow WK-107A                                 | ein V12-Kolbenmotor Klimow WK-107A       | ein V12-Kolbenmotor Klimow WK-105PD      |
| Leistung              | 1.173 kW (1.595 PS)                                                | 1.182 kW (1.607 PS)                      | k. A.                                    |
| Höchstgeschwindigkeit | 700 km/h in 5.000 m Höhe                                           | 673 km/h in 5.700 m Höhe                 | 610 km/h                                 |
| Steigzeit             | 4,1 min auf 5.000 m Höhe                                           | 5,8 min auf 5.000 m Höhe                 | ?                                        |
| Gipfelhöhe            | 11.900 m                                                           | 12.060 m                                 | 14.500 m                                 |
| Reichweite            | 870 km                                                             | 935 km                                   | 550 km                                   |
| Bewaffnung            | eine 20-mm-MK SchWAK zwei 12,7-mm-MG UBS zwei 100-kg-Bomben extern | eine 20-mm-MK SchWAK zwei 12,7-mm-MG UBS | ein 12,7-mm-MG UBS ein 7,62-mm-MG SchKAS |